# Moss Fotballklubb
Il Moss Fotballklubb, meglio noto come Moss FK, è una società calcistica norvegese con sede nella città di Moss. Milita in 1. divisjon, la seconda serie del campionato norvegese di calcio.
Fondato il 28 agosto del 1906 come Moss IF, assunse la denominazione attuale nel 1929. Il periodo di maggior splendore del club fu durante gli anni ottanta, quando conquistò la vittoria di un campionato, nella stagione 1987, e una Norgesmesterskapet nel 1983, competizione in cui raggiunse la finale, persa contro il Lillestrøm, anche nel 1981.
Il Melløs Stadion, che ospita le partite interne, ha una capacità di 10 000 spettatori.

## Allenatori
- 1947  Sten Moe
- 1948  Innendørstrening med Turnforeningen
- 1949  Nils Eriksen e  Gunnar Svendsen
- 1950  Nils Eriksen
- 1951  Odd Erstad
- 1952-1954  Johs Aarefjord
- 1955  Franz Cernisky
- 1956-1957  Ivan Lauritzen
- 1958  Egil Kingren
- 1958  Johs Aasefjord
- 1959-1960  Carl Egil Wang
- 1961-1962  Leon Brynildsen
- 1963-1964  Willy Buer
- 1965  Gunnar Svendsen
- 1966-1967  Per Henæs
- 1968  Stein Otto Solberg
- 1969  Vilém Červený
- 1969  Kjell Karlsen
- 1970-1973  Per Henæs
- 1974-1975  Hans Henæs
- 1976-1977  Per Mosgaard
- 1977  Jan Kalnes
- 1978-1980  Per Henæs
- 1981-1982  Anders Fægri
- 1983  Per Mosgaard
- 1984  Janne Olsson
- 1984-1985  Per Henæs
- 1986-1987  Nils Arne Eggen
- 1988  Stefan Lundin
- 1989  Bjørn Drillestad e  Roar Breivik
- 1990  Anders Fægri e  Roar Breivik
- 1990  Einar Jan Aas
- 1991-1994  Mike Speight
- 1995-1996  Per-Mathias Høgmo
- 1997-2001  Knut Torbjørn Eggen
- 2002  Erik Brakstad
- 2003  Rune Tangen
- 2004  Lars-Olof Mattsson
- 2005  Knut Tørum
- 2006-2008  Geir Bakke
- 2008-2009  Joakim Klæboe
- 2009-2010  Per Morten Haugen
- 2010  Erik Holtan
- 2011-2012  Tor Thodesen
- 2013  Michael Frank
- 2013-oggi  Arne Erlandsen

## Palmarès

### Competizioni nazionali
- Campionato norvegese: 1

1987
- Coppa di Norvegia: 1

1983
- 3. divisjon: 1

2017 (gruppo 1)

### Competizioni giovanili
- Norgesmesterskapet G19: 2

1983, 1984

### Altri piazzamenti
- Campionato norvegese:

Secondo posto: 1979
- Coppa di Norvegia:

Finalista: 1981
Semifinalista: 1922, 1936, 1940, 1982, 1988, 1994, 1998
- 1. divisjon:

Secondo posto: 1997
Terzo posto: 2005, 2024
- 2. divisjon:

Secondo posto: 2015 (gruppo 2)
Terzo posto: 2014 (gruppo 4)

## Organico

### Rosa 2024
| N. |                     | Ruolo | Calciatore            |
| -- | ------------------- | ----- | --------------------- |
| 1  | Norvegia (bandiera) | P     | Mathias Enger Eriksen |
| 2  | Norvegia (bandiera) | D     | Marius Andresen       |
| 3  | Norvegia (bandiera) | D     | Kristian Strande      |
| 4  | Svezia (bandiera)   | D     | Tim Björkström        |
| 5  | Norvegia (bandiera) | D     | Ilir Kukleci          |
| 6  | Norvegia (bandiera) | C     | Alexander Håpnes      |
| 7  | Gibuti (bandiera)   | A     | Anas Farah Ali        |
| 8  | Norvegia (bandiera) | C     | Vetle Hellestø        |
| 9  | Norvegia (bandiera) | A     | Sebastian Pedersen    |
| 10 | Norvegia (bandiera) | C     | Bo Hegland            |
| 11 | Norvegia (bandiera) | A     | Thomas Jakobsen       |
| 12 | Norvegia (bandiera) | P     | Jarik Sundling        |

| N. |                       | Ruolo | Calciatore                 |
| -- | --------------------- | ----- | -------------------------- |
| 13 | Norvegia (bandiera)   | C     | Marius Cassidy             |
| 14 | Norvegia (bandiera)   | C     | Altin Lajqi                |
| 16 | Norvegia (bandiera)   | C     | Håkon Vold Krohg           |
| 17 | Senegal (bandiera)    | C     | Laurent Mendy              |
| 18 | Somalia (bandiera)    | C     | Saadiq Elmi                |
| 20 | Turchia (bandiera)    | C     | Aksel Baran Potur          |
| 23 | Svezia (bandiera)     | C     | Noah Alexandersson         |
| 24 | Portogallo (bandiera) | D     | João Barros                |
| 26 | Norvegia (bandiera)   | C     | Blerton Isufi              |
| 29 | Norvegia (bandiera)   | A     | Michee Mayonga             |
| 31 | Norvegia (bandiera)   | D     | Kristoffer Lassen Harrison |
| 49 | Angola (bandiera)     | D     | Benarfa                    |